# UEFAチャンピオンズリーグ 2017-18 決勝
UEFAチャンピオンズリーグ 2017-18 決勝は、UEFAチャンピオンズリーグ 2017-18の決勝戦であり、63回目のUEFAチャンピオンズリーグの決勝戦である。2018年5月26日にウクライナ・キーウのオリンピスキ・スタジアムで行われ、レアル・マドリードが3年連続13回目の優勝を果たした。
レアル・マドリードはUEFAヨーロッパリーグ 2017-18王者と対戦する2018 UEFAスーパーカップの出場権の他、UEFAサッカー連盟を代表して、2018年12月にアラブ首長国連邦 (UAE)で開催される2018 FIFAクラブワールドカップの出場権を獲得した。

## 試合前

### 試合会場
2016年9月15日にギリシャのアテネで開催されたUEFA理事会で、オリンピスキ・スタジアムが決勝戦の会場に決定された。オリンピスキ・スタジアムでの決勝戦の開催は初めての開催となる。また、ウクライナでの決勝開催も初である。
このスタジアムは、1923年に開場。1969年からサッカーソビエト代表のホームスタジアムとして使用され、1994年からサッカーウクライナ代表、2011年からはFCディナモ・キーウがホームスタジアムとして使用。2012年に開催された、EURO 2012では、決勝戦も行われた実績を持つ。UEFA主催大会では7万50人が収容可能。

### アンバサダー
ACミランで2003年にUEFAチャンピオンズリーグ優勝を経験した元サッカーウクライナ代表のアンドリー・シェフチェンコが決勝戦の公式アンバサダーに任命された。

### チケット販売
全63,000枚のチケットのうち、40,700枚がファン・一般に対して販売される。決勝に進んだ2チームのファンにそれぞれ17,000枚ずつ割り当てられ、残りの6,700枚が一般の観客を対象に販売される。この一般チケットが2018年3月15日から3月22日まで販売された。チケットの販売価格は以下のとおり。なお、残りのチケットは地元の組織委員会、UEFA、各国サッカー協会、スポンサー、放送業者等に割り当てられる。
| カテゴリー                     | 販売価格  |
| ------------------------------ | --------- |
| カテゴリー1                    | 450ユーロ |
| カテゴリー2                    | 320ユーロ |
| カテゴリー3                    | 160ユーロ |
| カテゴリー4                    | 70ユーロ  |
| ユースパッケージ (カテゴリー2) | 140ユーロ |
| 車椅子席 (カテゴリー4)         | 70ユーロ  |

## 決勝戦までの道のり
註: 以下のすべての結果は、決勝戦進出2クラブの得点を前に表示している。
| チーム                   | 試 | 勝 | 分 | 敗 | 得 | 失 | 差  | 点 |
| ------------------------ | -- | -- | -- | -- | -- | -- | --- | -- |
| トッテナム・ホットスパー | 6  | 5  | 1  | 0  | 15 | 4  | +11 | 16 |
| レアル・マドリード       | 6  | 4  | 1  | 1  | 17 | 7  | +10 | 13 |
| ボルシア・ドルトムント   | 6  | 0  | 2  | 4  | 7  | 13 | -6  | 2  |
| APOEL                    | 6  | 0  | 2  | 4  | 2  | 17 | -15 | 2  |

| チーム               | 試 | 勝 | 分 | 敗 | 得 | 失 | 差  | 点 |
| -------------------- | -- | -- | -- | -- | -- | -- | --- | -- |
| リヴァプール         | 6  | 3  | 3  | 0  | 23 | 6  | +17 | 14 |
| セビージャ           | 6  | 2  | 3  | 1  | 12 | 12 | 0   | 12 |
| スパルタク・モスクワ | 6  | 1  | 3  | 2  | 9  | 13 | -4  | 6  |
| マリボル             | 6  | 0  | 3  | 3  | 3  | 16 | -13 | 3  |

## 試合

### 概要
| 2018年5月26日 21:45 EEST (UTC+3) |

| レアル・マドリード                | 3 - 1    | リヴァプール |
| ベンゼマ 51分 · ベイル 64分, 83分 | レポート | マネ 55分    |

| オリンピスキ・スタジアム, キーウ 観客数: 61,561 主審: ミロラド・マジッチ |

| レアル・マドリード | リヴァプール |

| GK                   | 1  | ケイロル・ナバス           |  |      |
| RB                   | 2  | ダニ・カルバハル           |  | 37分 |
| CB                   | 5  | ラファエル・ヴァラン       |  |      |
| CB                   | 4  | セルヒオ・ラモス           |  |      |
| LB                   | 12 | マルセロ                   |  |      |
| CM                   | 10 | ルカ・モドリッチ           |  |      |
| CM                   | 14 | カゼミーロ                 |  |      |
| CM                   | 8  | トニ・クロース             |  |      |
| AM                   | 22 | イスコ                     |  | 61分 |
| CF                   | 9  | カリム・ベンゼマ           |  | 89分 |
| CF                   | 7  | クリスティアーノ・ロナウド |  |      |
| 控え                 |    |                            |  |      |
| GK                   | 13 | キコ・カシージャ           |  |      |
| DF                   | 6  | ナチョ                     |  | 37分 |
| DF                   | 15 | テオ・エルナンデス         |  |      |
| MF                   | 20 | マルコ・アセンシオ         |  | 89分 |
| MF                   | 23 | マテオ・コヴァチッチ       |  |      |
| FW                   | 11 | ガレス・ベイル             |  | 61分 |
| FW                   | 17 | ルーカス・バスケス         |  |      |
| 監督                 |    |                            |  |      |
| ジネディーヌ・ジダン |    |                            |  |      |

| GK                 | 1  | ロリス・カリウス             |  |      |
| RB                 | 66 | アレクサンダー＝アーノルド   |  |      |
| CB                 | 6  | デヤン・ロヴレン             |  |      |
| CB                 | 4  | フィルジル・ファン・ダイク   |  |      |
| LB                 | 26 | アンドリュー・ロバートソン   |  |      |
| CM                 | 7  | ジェイムズ・ミルナー         |  | 83分 |
| CM                 | 14 | ジョーダン・ヘンダーソン     |  |      |
| CM                 | 5  | ジョルジニオ・ワイナルドゥム |  |      |
| RF                 | 11 | モハメド・サラー             |  | 31分 |
| CF                 | 9  | ロベルト・フィルミーノ       |  |      |
| LF                 | 19 | サディオ・マネ               |  | 82分 |
| 控え               |    |                              |  |      |
| GK                 | 22 | シモン・ミニョレ             |  |      |
| DF                 | 2  | ナサニエル・クライン         |  |      |
| DF                 | 17 | ラグナル・クラヴァン         |  |      |
| DF                 | 18 | アルベルト・モレノ           |  |      |
| MF                 | 20 | アダム・ララーナ             |  | 31分 |
| MF                 | 23 | エムレ・ジャン               |  | 83分 |
| FW                 | 29 | ドミニク・ソランケ           |  |      |
| 監督               |    |                              |  |      |
| ユルゲン・クロップ |    |                              |  |      |

UEFA選出マン・オブ・ザ・マッチ

 ガレス・ベイル

副審:

 ミロヴァン・リスティッチ

 ダリボル・ジュルジェヴィッチ

第4審判:

 クレマン・トゥルパン

追加副審:

 ネナド・ジョキッチ

 ダニロ・グルイッチ

副審控え:

 ネマニャ・ペトロヴィッチ
試合ルール
- 試合時間は90分。
- 90分終了後同点の場合、30分の延長戦が行われる。
- 120分終了後同点の場合、PK戦で勝敗が決定される。
- 控えは7名。
- 最大3人まで交代可能。

### 試合展開
スターティングメンバー
レアル・マドリードはクリスティアーノ・ロナウドとカリム・ベンゼマが2トップを組む4-3-1-2。昨シーズンの決勝と全く同じ布陣でスタートした。リヴァプールは4-3-3のフォーメーションで、モハメド・サラー、ロベルト・フィルミーノ、サディオ・マネの3トップが揃い踏みするなど今シーズンのベストメンバーが揃った。
前半
リヴァプールは7分にフィルミーノのスルーパスにマネ、8分にはペナルティーエリア内でフィルミーノの落としにトレント・アレクサンダー＝アーノルドが抜け出しかけるもどちらもGKケイロル・ナバスの対応に遭いシュートは打てず。一方のレアルは11分にマルセロがミドルシュートを打つも枠の大きく右に外れ、15分にはロナウドがスピードに乗ってエリア内に侵入しシュートを放ったが枠の上に外れた。リヴァプールは23分、エリア内でフィルミーノがシュートを放つもブロックされ、こぼれ玉をアーノルドがシュートするもナバスが抑えた。
25分にセルヒオ・ラモスと競り合ったサラーが右腕を固められたまま転倒。受け身を取れずに左肩を負傷し、一時はプレーを続行するものの31分にアダム・ララーナとの交代を余儀なくされ、目に涙を浮かべながらピッチを後にした。一方レアルも、ダニ・カルバハルが右足の筋肉を負傷して続行不可能となり、ナチョと交代。泣きながらピッチを後にした。
42分にはロナウドのヘディングシュートのこぼれ球をベンゼマが押し込むもののオフサイドを取られて得点とはならず、45分にはベンゼマのロングパスにナチョが合わせるもサイドネット。終了間際のベンゼマのミドルシュートも枠の左に逸れ、前半はスコアレスで折り返した。
後半
48分、エリア内でこぼれ球に反応したイスコが右足でシュートを放つがボールはクロスバーを直撃した。すると51分、ベンゼマへのロングパスはやや大きくなりGKロリス・カリウスがキャッチするが、直後のスローイングにベンゼマが足を出すと投げたボールが当たってそのままゴールインし、レアルが先制に成功した。リヴァプールは55分、右CKからデヤン・ロヴレンのヘディングをゴール前でマネが押し込みすぐに同点に追いついた。
レアルは61分、イスコに代えガレス・ベイルを投入。すると直後の64分、左サイドからマルセロのクロスにベイルがバイシクルキックで合わせてゴールを決め、レアルが勝ち越しに成功した。70分のマネのシュートが左ポストに阻まれるなど1点が遠く、逆にレアルのカウンターを浴びる場面も目立った。
83分にベイルが左足で強烈なミドルシュートを放つと、GKカリウスがパンチングミスし、ゴールが決まった。レアル・マドリードが3-1でリヴァプールを破り、大会3連覇を達成した。

### チーム別データ
| Statistic      | レアル・マドリード | リヴァプール |
| -------------- | ------------------ | ------------ |
| 得点           | 0                  | 0            |
| シュート       | 5                  | 9            |
| 枠内シュート   | 0                  | 1            |
| GKセーブ       | 1                  | 0            |
| ボール支配率   | 65%                | 35%          |
| コーナーキック | 2                  | 2            |
| ファール       | 2                  | 10           |
| オフサイド     | 4                  | 1            |
| イエローカード | 0                  | 0            |
| レッドカード   | 0                  | 0            |

| Statistic      | レアル・マドリード | リヴァプール |
| -------------- | ------------------ | ------------ |
| 得点           | 3                  | 1            |
| シュート       | 7                  | 3            |
| 枠内シュート   | 5                  | 1            |
| GKセーブ       | 0                  | 2            |
| ボール支配率   | 58%                | 42%          |
| コーナーキック | 7                  | 3            |
| ファール       | 3                  | 8            |
| オフサイド     | 3                  | 2            |
| イエローカード | 0                  | 1            |
| レッドカード   | 0                  | 0            |

| Statistic      | レアル・マドリード | リヴァプール |
| -------------- | ------------------ | ------------ |
| 得点           | 3                  | 1            |
| シュート       | 12                 | 12           |
| 枠内シュート   | 5                  | 2            |
| GKセーブ       | 1                  | 2            |
| ボール支配率   | 62%                | 38%          |
| コーナーキック | 9                  | 5            |
| ファール       | 5                  | 18           |
| オフサイド     | 7                  | 3            |
| イエローカード | 0                  | 1            |
| レッドカード   | 0                  | 0            |

## 試合中のハプニング
後半アディッショナルタイムにレアル・マドリードのクリスティアーノ・ロナウドがドリブルで切り込み、シュートを打とうとした瞬間に観客がピッチに乱入し、警備員に取り押さえられて一時試合が中断するというハプニングが発生した。

## 試合後
レアル・マドリードが、リヴァプールに勝利して3大会連続13回目の優勝を達成し、クラブが持つ大会最多優勝回数を更新し、UEFAチャンピオンズリーグになってから初の3連覇を達成。チャンピオンズリーグ改称後でも7回目の優勝となり、更に記録を更新した。またクリスティアーノ・ロナウドはクラレンス・セードルフ、アンドレス・イニエスタを破り、UEFAチャンピオンズリーグの決勝で6回出場して5回優勝を果たした初の選手となった。

## 日本におけるテレビ中継
- スカサカ![注 1]

＜キーウ・オリンピスキ・スタジアム＞
- 実況:西岡明彦、解説:戸田和幸
- ゲスト:うじきつよし（スカパー!・UEFAチャンピオンズリーグハイライトMC）

＜スタジオ＞
- 進行役:倉敷保雄、ゲスト:福田正博

- フジテレビ系列

＜キーウ・オリンピスキ・スタジアム＞
- 実況:青嶋達也、解説:清水秀彦、鈴木隆行

＜東京･フジテレビ＞
- 進行役:ジョン・カビラ、鈴木唯
- 副音声ゲスト:小柳ルミ子、JOY